# Pyrénées-Atlantiques
Koordináták: é. sz. 43° 15′, k. h. 0° 50′43.250000°N 0.833333°E
A Pyrénées-Atlantiques (IPA: [piʁeˌne.atlɑ̃ˈtik]; gaszkonyiul: Pirenèus-Atlantics, baszkul: Pirinio-Atlantiarrak vagy Pirinio-Atlantikoak; magyar fordítása: „Atlanti-Pireneusok”) megyét az alkotmányozó nemzetgyűlés 1790. március 4-ei határozata nyomán hozták létre a  francia forradalom idején.

## Földrajzi helyzete
Franciaország délnyugati részén, Új-Aquitania régióban fekszik. A megyét északon Landes, északkeleten Gers, keleten Hautes-Pyrénées megye, délen Aragónia, délnyugaton Navarra, nyugaton a Baszkföld (autonóm közösség) határolja.

## Települések
A megye legnagyobb városai 2011-ben:

| Település           | Népesség (fő, 2011) |
| ------------------- | ------------------- |
| Pau                 | 79 798              |
| Bayonne             | 44 331              |
| Anglet              | 38 032              |
| Biarritz            | 25 903              |
| Hendaye             | 15 370              |
| Billère             | 13 142              |
| Saint-Jean-de-Luz   | 12 969              |
| Lons                | 12 147              |
| Orthez              | 10 982              |
| Oloron-Sainte-Marie | 10 800              |